# Данець (Польща)
Данець (пол. Daniec, нім. Danietz) — село в Польщі, у гміні Хжонстовиці Опольського повіту Опольського воєводства.
Населення — 1240 осіб (2011).

## Демографія
Демографічна структура станом на 31 березня 2011 року:
|          | Загалом | Допрацездатний вік | Працездатний вік | Постпрацездатний вік |
| -------- | ------- | ------------------ | ---------------- | -------------------- |
| Чоловіки | 598     | 106                | 431              | 61                   |
| Жінки    | 642     | 110                | 397              | 135                  |
| Разом    | 1240    | 216                | 828              | 196                  |